# Morningstar
Morningstar è un'azienda statunitense. Ha sede a Chicago ed è quotata in borsa valori su New York. Lavora nel settore finanziario e si occupa di redigere studi su prodotti di investimento e altre aziende, mediante i propri analisti finanziari.

## Descrizione
È conosciuta dal pubblico grazie all'omonimo sito, aggiornato in numerose lingue e supportato da uno staff locale.
Le analisi che vengono condotte riguardano innumerevoli, ma non tutti, fondi comuni di investimento, ETF, azioni, eccetera. Il sito è consultabile liberamente, ma è prevista un'iscrizione di base che rimane gratuita per certi servizi e a pagamento tramite apposito abbonamento per altri.
Essa è proprietaria anche dell'agenzia di rating DBRS.